# سیارک ۴۱۹
سیارک ۴۱۹ (به انگلیسی: 419 Aurelia، نامگذاری:1896CW) چهارصد و نوزدهمین سیارک کشف شده‌است که در ۷ سپتامبر ۱۸۹۶ و در هایدلبرگ کشف شد.
قدر مطلق سیارک برابر ۸٫۴۲ است.